# Equipo de Copa Davis de Rusia
El equipo ruso de Copa Davis es el representante de Rusia en el máximo torneo internacional de tenis. Su organización está a cargo de la Federación Rusa de Tenis.

## Historia
El equipo ruso de Copa Davis ha participado en la competición más importante de tenis a nivel de naciones desde 1962 (bajo el nombre de Unión Soviética), en 1991 y 1992 lo hizo bajo el nombre de Comunidad de Estados Independientes; jugando un total de 111 series, de las cuales ganó 73 y perdió 38.

### Victorias y derrotas
|           | Total | Tierra | Carpeta | Césped | Dura | Indoor | Outdoor |
| --------- | ----- | ------ | ------- | ------ | ---- | ------ | ------- |
| Victorias | 73    | 30     | 16      | 0      | 3    | 28     | 21      |
| Derrotas  | 38    | 14     | 11      | 3      | 4    | 15     | 17      |

## Actualidad
En 2008, Rusia tuvo una trabajosa victoria de local ante Serbia por la primera ronda, beneficiándose de la lesión del n.º 3 del mundo, Novak Djokovic, quien no disputó el primer singles, logró ganar el dobles junto a Nenad Zimonjić y se retiró en el cuarto punto tras haber ganado los dos primeros sets sobre Nikolái Davydenko. La serie finalizó 3-2 en favor del equipo local.
Por cuartos de final, volvió a jugar de local, esta vez ante República Checa sobre polvo de ladrillo. En el primer punto, Marat Safin consiguió una importante victoria ante Tomáš Berdych tras perder los dos primeros sets. Luego Radek Štěpánek pegó fuerte al vencer a Ígor Andréiev, especialista en canchas lentas, en sets corridos. El dobles lo ganó la pareja Andréiev/Davydenko en cuatro sets y en el cuarto punto, al igual que en la serie anterior, Davydenko se vio beneficiado por el retiro de Berdych en el quinto set. La serie se completó con una inesperada victoria de Lukas Dlouhy sobre Safin y fue 3-2 para el local.
Rusia jugó semifinales por cuarto año consecutivo, y viajó a Buenos Aires para enfrentarse a Argentina sobre canchas de polvo de ladrillo. Allí tuvo un mal arranque perdiendo los dos primeros puntos pero logró recuperarse con una victoria en dobles en cinco sets y una notable victoria de Davydenko sobre el n.º 7 del mundo, David Nalbandián, en cuatro sets. Sin embargo, Ígor Andréiev poco pudo hacer en el quinto punto ante el talentoso juvenil Juan Martín del Potro y cayó derrotado en sets corridos.

### Plantel
| Jugador           | Individuales | Dobles |
| ----------------- | ------------ | ------ |
| Nikolái Davydenko | 4 - 1        | 1 - 0  |
| Ígor Andréiev     | 0 - 3        | 1 - 0  |
| Marat Safin       | 1 - 1        | 0 - 1  |
| Dmitri Tursúnov   | 0 - 1        | 1 - 1  |
| Mijaíl Yuzhny     | 1 - 0        | 0 - 1  |
| Ígor Kunitsyn     |              | 1 - 0  |

## Curiosidades
En el partido de dobles de la serie de semifinales ante Argentina, de la edición del 2002, se logró el récord de duración de un partido en la competición: 6 horas y 20 minutos. Los protagonistas de dicho récord fueron Yevgueni Káfelnikov y Marat Safin por Rusia y Lucas Arnold Ker y David Nalbandian por Argentina.